# Piper resalutatum
Piper resalutatum är en pepparväxtart som beskrevs av William Trelease. Piper resalutatum ingår i släktet Piper och familjen pepparväxter. Inga underarter finns listade i Catalogue of Life.